# かたき
かたき（てんか）とは、ボールを投げあって行う球技である。

## ルール
個人戦でボールを投げあう。
- 大まかな進行
  - 最初にボールを高く投げ上げる。
  - 3回バウンドしたらボールをとり、相手に投げる。
  - 投げる時には3歩以内なら歩ける。
  - ボールをノーバウンドで当てられた相手はアウト。限られたフィールド内で試合を行っている場合は場外に出なければならない。そうでない場合はその場に座る。
  - 自分にボールを当てた人が他の誰かにボールを当てられると復活し再度戦線に復帰することができる。
（例）AさんがBさんに当てる→AさんがCさんに当てられる→Bさん復活、となる。
  - 生き残っている人が最後の1人になるとゲームが終わる（このとき最後の1人以外の全てのプレイヤーは、最後の1人に当てられたか、もしくは自爆ということになる）
  - 次のゲームを始める際はまたボールを高く投げ上げる。
- その他
  - かたきのルールを原型に、自分が投げたボールをノーバウンドで相手にキャッチされてもアウトとなる「復活ボンバー」と呼ばれる球技も存在する。[3]
  - 相手が取ろうとして跳ね返ってボールを相手がとってもドッジボールとは違い跳ね返した人はアウトとなる。しかし、自分がボールを跳ね返して自分でボールをとればセーフ。
  - ボールを2個用いる場合もある。
  - ドッジボールのように限られたフィールド内で競技することもあれば、例えば校庭一面を使うなどして無制限や広範囲のエリアで遊ぶこともある。
    - 後者は、試合が進むにつれ戦場が移動し、序盤にボールを当てられて座らされている人がゲームの様子を見られない場合がある。

  - 以下の行為は「自爆」となる。
    - ボールを持って3歩より多く移動する。
    - 当てられて座っている人（死んでいる人）にボールをノーバウンドで当ててしまう。
    - 自分が最後に触ったボールを触ってしまう。

  - 誰かが自爆を起こすとその時点で座っていた人が全員生き返ることができる、というルールも存在する。
  - 「か、た、き」と声を上げながら、それぞれ1音節ずつ、一歩目、二歩目、三歩目と進み、移動する。